# Creature del terrore
Creature del terrore (Snakehead Terror) è un film horror fantascientifico del 2004 diretto da Paul Ziller e interpretato da Bruce Boxleitner e Carol Alt.

## Trama
In un lago una sconvolgente invasione di pesci testa di serpente è stata sterminata; due anni dopo la terribile calamità si ripresenta.
Lo sceriffo James dovrà affidarsi alla biologa Lori Dale per impedire l'attacco; tra loro c'è anche la figlia dello sceriffo che con un gruppo di amici vuole vendicarsi contro i pesci mutanti per l'uccisione del fidanzato.
Ma i pesci subiscono mutazioni crescendo a dismisura, arrivando persino a camminare sulla terraferma.